# Rue de Birague
Rue de Birague je ulice v Paříži v historické čtvrti Marais. Nachází se ve 4. obvodu.

## Poloha
Ulice vede od křižovatky s Rue Saint-Antoine a končí na Place des Vosges.

## Historie
Ulice byla zřízena patentem z července 1605 při stavbě nového náměstí jako spojnice s Rue Saint-Antoine. Ulice se nacházela v prostoru bývalého královského paláce Tournelles a byla pojmenována jako Rue Royale-Saint-Antoine. Za Francouzské revoluce byla přejmenována na Rue des Fédérés (1792), Rue Nationale (1792) a Rue des Vosges (1800) a v roce 1814 se jí vrátilo její původní označení. Dnešní název ulice byl stanoven výnosem z 24. srpna 1864. Ulice byla pojmenována podle kardinála Reného de Birague (1506–1583), francouzského kancléře, který byl majitelem nedalekého paláce.

## Zajímavé objekty
- Pavillon du Roi, jehož branou ulice ústí na Place des Vosges
- dům č. 10: zemřel zde politik Joseph Lakanal (1762–1845)
- dům č. 11 bis: Hôtel Coulanges, rodný dům Marie de Sévigné (1626–1696)
- dům č. 16: zemřel zde sochař Jean-Jacques Feuchère (1807–1852)